# 阿洛阿
阿洛阿（英語：Alloa，低地蘇格蘭語：Allowae）是蘇格蘭中部的一座城鎮，克拉克曼南郡的行政中心。2020年有人口14,440人。

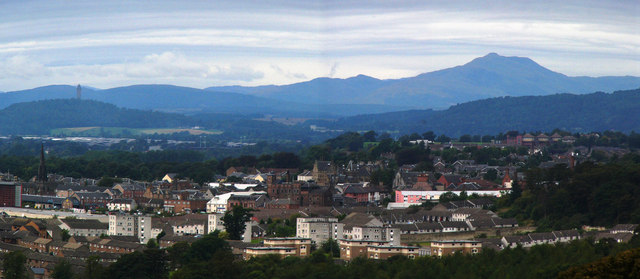
阿洛阿

阿洛阿座落於福斯河注入福斯灣的河口左岸，城鎮上最有名的景點是一座十四世紀建造的阿洛阿塔，其在中世紀時是埃爾斯金家族的住所。